# Tour de France 2007
94. Tour de France rozpoczął się 7 lipca 2007 roku w Londynie a zakończył się 29 lipca 2007 roku w Paryżu. Wyścig składał się z prologu i 20 etapów, w tym 9 etapów płaskich, 6 etapów górskich, 3 etapów pagórkowatych i 3 etapy indywidualnej jazdy na czas. Cała trasa liczyła 3569,9 km.

## Klasyfikacje
Klasyfikację generalną wygrał Hiszpan Alberto Contador, wyprzedzając Australijczyka Cadela Evansa i Amerykanina Leviego Leipheimera. W 2012 roku Leipheimer został jednak zdyskwalifikowany i odebrano mu wyniki z lipca 2007 roku. Na jego miejsce nie awansowano kolejnego zawodnika. Kolumbijczyk Mauricio Soler wygrał klasyfikację górską, Belg Tom Boonen wygrał klasyfikację punktową, a w klasyfikacji młodzieżowej najlepszy był Contador. Najaktywniejszym kolarzem został kolejny Hiszpan, Amets Txurruka. W klasyfikacji drużynowej najlepsza była amerykańska drużyna Discovery Channel.

## Drużyny kolarskie
W tej edycji TdF wzięło udział 21 drużyn:
| - Predictor-Lotto - Quick Step-Innergetic - Team CSC - AG2R Prévoyance - Agritubel - Bouygues Télécom - Cofidis, le Crédit par téléphone | - Crédit Agricole - La Française des Jeux - Gerolsteiner - T-Mobile Team - Lampre-Fondital - Liquigas - Team Milram | - Rabobank - Caisse d’Épargne - Euskaltel-Euskadi - Saunier Duval-Prodir - Astana - Barloworld - Discovery Channel Pro Cycling Team |

### Faworyci przed wyścigiem
W związku z tym, że w wyścigu nie brali udziału poprzedni triumfatorzy: Lance Armstrong i Floyd Landis faworytem według notowań bukmacherów był Aleksandr Winokurow, który nie wystartował w Tour de France 2006 z powodu braku zawodników w drużynie, ale w tym samym roku wygrał Vuelta a España. Pozostałymi faworytami do zwycięstwa to byli Andreas Klöden, trzeci w Tour de France 2006 oraz Alejandro Valverde drugi w Vuelta a España w 2006 roku.
Poniżej przedstawiono notowania bukmacherów z dnia 7 lipca 2007, dnia startu 94. Tour de France, kolarzy którzy mieli największe szanse na wygranie wyścigu.
| Kolarz              | Drużyna           | Uwagi                                                                                       | Zapis ułamkowy | Zapis dziesiętny |
| ------------------- | ----------------- | ------------------------------------------------------------------------------------------- | -------------- | ---------------- |
| Aleksandr Winokurow | Astana            |                                                                                             | 15/8           | 2.87             |
| Andreas Klöden      | Astana            | 3. miejsce Tour de France 2006, zwycięzca Tirreno-Adriatico                                 | 4/1            | 5.00             |
| Alejandro Valverde  | Caisse d’Épargne  |                                                                                             | 4/1            | 5.00             |
| Cadel Evans         | Predictor-Lotto   | 5 miejsce w Tour de France 2006                                                             | 12/1           | 13.00            |
| Carlos Sastre       | Team CSC          | 4. miejsce w Tour de France 2006                                                            | 12/1           | 13.00            |
| Levi Leipheimer     | Discovery Channel | 13. miejsce w Tour de France 2006                                                           | 16/1           | 17.00            |
| Andriej Kaszeczkin  | Astana            |                                                                                             | 16/1           | 17.00            |
| Dienis Mieńszow     | Rabobank          | 6. miejsce w Tour de France 2006                                                            | 18/1           | 19.00            |
| Fränk Schleck       | Team CSC          | Zwycięzca 15. etapu do Alpe D'Huez w 2006. 11. miejsce w Tour de France 2006                | 22/1           | 23.00            |
| Christophe Moreau   | AG2R Prévoyance   | 8. miejsce w Tour de France 2006, zwycięzca Critérium du Dauphiné Libéré w 2007             | 22/1           | 23.00            |
| Władimir Karpiec    | Caisse d’Épargne  | Zwycięzca klasyfikacji młodzieżowej w Tour de France 2004                                   | 25/1           | 26.00            |
| Alberto Contador    | Discovery Channel | Zwycięzca Paryż-Nicea w 2007                                                                | 28/1           | 29.00            |
| Michael Rogers      | T-Mobile Team     | 10. miejsce w Tour de France 2006; trzykrotny mistrz świata w jeździe indywidualnej na czas | 40/1           | 41.00            |
| Óscar Pereiro       | Caisse d’Épargne  | 2. miejsce w Tour de France 2006                                                            | 50/1           | 51.00            |

## Afery dopingowe
Już przed rozpoczęciem wyścigu atmosfera wokół niego nie była przyjemna. Wszyscy kolarze zgłoszeni do tegorocznego Touru musieli podpisać specjalne oświadczenia. Zawierały one m.in. stwierdzenia, że kolarz nie jest zamieszany w używanie niedozwolonego dopingu, a w przypadku potwierdzenia stosowania zabronionego dopingu oprócz sankcji wynikających z przepisów UCI kolarz poniesie karę finansową w wysokości rocznych zarobków.
Pomimo takich środków przedsięwziętych przez organizatorów wyścigu nie obyło się bez skandali dopingowych.
Pierwszy skandal związany był z osobą niemieckiego kolarza Patrika Sinkiewitza z grupy T-Mobile Team. Do wiadomości publicznej 18 lipca 2007 dotarły informację, iż stwierdzono u niego podwyższony poziom testosteronu. Kolarz ten nie brał już udziału w wyścigu, gdyż w efekcie zderzenia z kibicem podczas 8. etapu, nie przystąpił kolejnego dnia do wyścigu. W efekcie ogłoszenia tych informacji, dwie publiczne niemieckie stacje ZDF oraz ARD wycofały się z relacjonowania wyścigu na żywo. Testy antydopingowe, których wyniki były pozytywne przeprowadzono 8 czerwca podczas obozu treningowego w Pirenejach grupy T-Mobile Team.
Niemiecki kolarz poprosił o analizę próbki B. Jednak zanim została ona zakończona, zrezygnował z niej i przyznał się do smarowania ramion maścią żelową zawierającą testosteron podczas obozu treningowego.
Kolejny skandal związany był z drużyną Astana, która po 15 etapie, w dzień odpoczynku 24 lipca, wycofała się z wyścigu w związku z przeciekiem informacji, iż w próbce A pobranej od Aleksandra Winokurowa po 13 etapie indywidualnej jazdy na czas, wygranym przez kazaskiego kolarza stwierdzono doping krwi. U Kazacha stwierdzono obecność dwóch różnych rodzajów czerwonych krwinek, czyli wykryto u niego transfuzję krwi od zgodnego dawcy. W momencie wycofania się drużyny zajmowała ona pierwsze miejsce w klasyfikacji drużynowej, a dwaj jej członkowie zajmowali wysokie miejsca w klasyfikacji generalnej. Andreas Klöden był 5 a Andriej Kaszeczkin był 8.
Warto zaznaczyć, iż w świetle przepisów dopiero pozytywny wynik próbki B może być podany do wiadomości publicznej i w wyniku tego możliwa jest dyskwalifikacja. Dlatego w tym wypadku organizatorzy poprosili o wycofanie się ekipy Astana.
Aleksander Winokurow nie przyznał się do stosowania dopingu. W oświadczeniu jakie opublikował stwierdził, że "by zrobić, to o co się go oskarza trzeba być szalonym, a on szalony nie jest". Stwierdzenie to ma swoje podstawy, gdyż Winokurow nie miał już szans na wygranie wyścigu mając ponad 30 minutową stratę do lidera, a wygranie etapu oznacza konieczność poddania się kontroli antydopingowej. Ponadto kolarz dodał po rozmowach ze swoimi lekarzami, iż obecność dwóch rodzajów czerwonych krwinek może wynikać z wypadku jakiemu uległ Kazach podczas 5. etapu Touru. 30 lipca 2007 po opublikowaniu pozytywnego wyniku próbki B Winokurow został zwolniony przez Astanę.
Przed rozpoczęciem 16 etapu w dniu 25 lipca sześć ekip francuskich (AG2R, Agritubel, Bouygues Telecom, Cofidis, Crédit Agricole, Française des Jeux) i dwie niemieckie (Gerolsteiner, T-Mobile) siedząc na ziemi przez kilka minut po rozpoczęciu etapu protestowało przeciwko dopingowi w kolarstwie. Niestety wśród protestujących byli również winni. Włoski kolarz Cristian Moreni z ekipy Cofidis stosował doping. W próbce pobranej od niego po 11. etapie wykryto podwyższony poziom testosteronu. Francuska ekipa, nie czekając na prośby organizatorów wyścigu, wycofała się z niego. Włoski kolarz, nie prosząc o kontrekspertyzę, automatycznie przyznał się do winy.
Inny charakter miała afera związana z duńskim kolarzem Michaelem Rasmussenem. Na miesiąc przed rozpoczęciem Tour de France 2007 kolarz ten miał na koncie dwa ostrzeżenia od UCI związane z jego nieobecnością w miejscu jakie wskazał. Kolejne ostrzeżenie groziło sankcjami.Podczas trwania wyścigu, gdy po 16. etapie Rasmussen miał ponad 3 minutową przewagę nad drugim w klasyfikacji Alberto Contadorem oraz walczył o wygraną w klasyfikacji górskiej, został on wycofany przez ekipę Rabobank. Powodem tej decyzji było oszukanie kierownictwa ekipy, do której dotarły informacje od włoskiego dziennikarza. Stwierdził on, iż widział Duńczyka we Włoszech, w momencie, gdy ten poinformował swoją drużynę, że przygotowuje się w Meksyku, rodzinnym kraju żony.
Dzień po zakończeniu wyścigu, 30 lipca ogłoszono, iż u hiszpańskiego kolarza Ibana Mayo stwierdzono pozytywny wynik testu antydopingowego wykrywając u niego EPO. Próbki pobrane zostały 24 lipca podczas drugiego dnia odpoczynku.
W efekcie całego zamieszania związanego z dopingiem wokół wyścigu wzmogła się wojna pomiędzy organizatorami a unią kolarską. Organizatorzy wyścigu oskarżyli UCI między innymi o niesprawne działanie. Miało to związek ze sprawą Rasmussena, który nie zostałby dopuszczony do wyścigu w przypadku przekazania przez UCI odpowiednich informacji.
Trzeci w klasyfikacji generalnej Amerykanin Levi Leipheimer został w 2012 roku zdyskwalifikowany za doping. Jedną z sankcji było unieważnienie wszystkich wyników uzyskanych w latach 1999–2006 oraz lipcu 2007, w tym wyników z Tour de France.

## Etapy
| P  | 7 lipca  | Londyn                              | ITT 7,9 km    | Fabian Cancellara |               |               |               |
| 1  | 8 lipca  | Londyn – Canterbury                 | 203,0 km      | Robbie McEwen     |               |               |               |
| 2  | 9 lipca  | Dunkierka – Gandawa                 | 168,5 km      | Gert Steegmans    |               |               |               |
| 3  | 10 lipca | Waregem – Compiègne                 | 236,5 km      | Fabian Cancellara |               |               |               |
| 4  | 11 lipca | Villers-Cotterêts – Joigny          | 193,0 km      | Thor Hushovd      |               |               |               |
| 5  | 12 lipca | Chablis – Autun                     | 182,5 km      | Filippo Pozzato   |               |               |               |
| 6  | 13 lipca | Semur-en-Auxois – Bourg-en-Bresse   | 199,5 km      | Tom Boonen        |               |               |               |
| 7  | 14 lipca | Bourg-en-Bresse – Le Grand-Bornand  | 197,5 km      | Linus Gerdemann   |               |               |               |
| 8  | 15 lipca | Le Grand-Bornand – Tignes           | 165,0 km      | Michael Rasmussen |               |               |               |
|    | 16 lipca | Dzień przerwy                       | Dzień przerwy | Dzień przerwy     | Dzień przerwy | Dzień przerwy | Dzień przerwy |
| 9  | 17 lipca | Val d’Isère – Briançon              | 159,5 km      | Mauricio Soler    |               |               |               |
| 10 | 18 lipca | allard – Marsylia                   | 229,5 km      | Cédric Vasseur    |               |               |               |
| 11 | 19 lipca | Marsylia – Montpellier              | 182,5 km      | Robert Hunter     |               |               |               |
| 12 | 20 lipca | Montpellier – Castres               | 178,5 km      | Tom Boonen        |               |               |               |
| 13 | 21 lipca | Albi                                | ITT 54,0 km   | Cadel Evans       |               |               |               |
| 14 | 22 lipca | Mazamet – Plateau de Beille         | 197,0 km      | Alberto Contador  |               |               |               |
| 15 | 23 lipca | Foix – Loudenvielle                 | 196,0 km      | Kim Kirchen       |               |               |               |
|    | 24 lipca | Dzień przerwy                       | Dzień przerwy | Dzień przerwy     | Dzień przerwy | Dzień przerwy | Dzień przerwy |
| 16 | 25 lipca | Orthez – Col d'Aubisque             | 218,5 km      | Michael Rasmussen |               |               |               |
| 17 | 26 lipca | Pau – Castelsarrasin                | 188,5 km      | Daniele Bennati   |               |               |               |
| 18 | 27 lipca | Cahors – Angoulême                  | 211,0 km      | Sandy Casar       |               |               |               |
| 19 | 28 lipca | Cognac – Angoulême                  | ITT 55,5 km   | Levi Leipheimer   |               |               |               |
| 20 | 29 lipca | Marcoussis – Paryż (Champs-Élysées) | 130,0 km      | Daniele Bennati   |               |               |               |

## Liderzy klasyfikacji po etapach
| Etap                 | Zwycięzca                   | Klasyfikacja generalna | Klasyfikacja punktowa | Klasyfikacja górska | Klasyfikacja młodzieżowa | Klasyfikacja drużynowa |
| -------------------- | --------------------------- | ---------------------- | --------------------- | ------------------- | ------------------------ | ---------------------- |
| P                    | Fabian Cancellara           | Fabian Cancellara      | Fabian Cancellara     | Brak                | Władimir Gusiew          | Astana                 |
| 1                    | Robbie McEwen               | Fabian Cancellara      | Robbie McEwen         | David Millar        | Władimir Gusiew          | Astana                 |
| 2                    | Gert Steegmans              | Fabian Cancellara      | Tom Boonen            | David Millar        | Władimir Gusiew          | Astana                 |
| 3                    | Fabian Cancellara           | Fabian Cancellara      | Tom Boonen            | Stéphane Augé       | Władimir Gusiew          | Astana                 |
| 4                    | Thor Hushovd                | Fabian Cancellara      | Tom Boonen            | Stéphane Augé       | Władimir Gusiew          | Astana                 |
| 5                    | Filippo Pozzato             | Fabian Cancellara      | Erik Zabel            | Sylvain Chavanel    | Władimir Gusiew          | Team CSC               |
| 6                    | Tom Boonen                  | Fabian Cancellara      | Tom Boonen            | Sylvain Chavanel    | Władimir Gusiew          | Team CSC               |
| 7                    | Linus Gerdemann             | Linus Gerdemann        | Tom Boonen            | Sylvain Chavanel    | Linus Gerdemann          | T-Mobile Team          |
| 8                    | Michael Rasmussen           | Michael Rasmussen      | Tom Boonen            | Michael Rasmussen   | Linus Gerdemann          | Rabobank               |
| 9                    | Mauricio Soler              | Michael Rasmussen      | Tom Boonen            | Michael Rasmussen   | Alberto Contador         | Caisse d’Épargne       |
| 10                   | Cédric Vasseur              | Michael Rasmussen      | Tom Boonen            | Michael Rasmussen   | Alberto Contador         | Team CSC               |
| 11                   | Robert Hunter               | Michael Rasmussen      | Tom Boonen            | Michael Rasmussen   | Alberto Contador         | Team CSC               |
| 12                   | Tom Boonen                  | Michael Rasmussen      | Tom Boonen            | Michael Rasmussen   | Alberto Contador         | Team CSC               |
| 13                   | Cadel Evans                 | Michael Rasmussen      | Tom Boonen            | Michael Rasmussen   | Alberto Contador         | Astana                 |
| 14                   | Alberto Contador            | Michael Rasmussen      | Tom Boonen            | Michael Rasmussen   | Alberto Contador         | Discovery Channel      |
| 15                   | Kim Kirchen                 | Michael Rasmussen      | Tom Boonen            | Michael Rasmussen   | Alberto Contador         | Astana                 |
| 16                   | Michael Rasmussen           | Michael Rasmussen      | Tom Boonen            | Mauricio Soler      | Alberto Contador         | Discovery Channel      |
| 17                   | Daniele Bennati             | Alberto Contador       | Tom Boonen            | Mauricio Soler      | Alberto Contador         | Discovery Channel      |
| 18                   | Sandy Casar                 | Alberto Contador       | Tom Boonen            | Mauricio Soler      | Alberto Contador         | Discovery Channel      |
| 19                   | Levi Leipheimer Cadel Evans | Alberto Contador       | Tom Boonen            | Mauricio Soler      | Alberto Contador         | Discovery Channel      |
| 20                   | Daniele Bennati             | Alberto Contador       | Tom Boonen            | Mauricio Soler      | Alberto Contador         | Discovery Channel      |
| Klasyfikacja końcowa | Klasyfikacja końcowa        | Alberto Contador       | Tom Boonen            | Mauricio Soler      | Alberto Contador         | Discovery Channel      |

- Na pierwszym etapie Fabian Cancellara (zwycięzca prologu) jechał w żółtej koszulce, a Andreas Klöden w zielonej koszulce (drugi w prologu).
- Na ósmym etapie lider klasyfikacji generalnej, Linus Gerdemann, włożył żółtą koszulkę, a drugi w klasyfikacji młodzieżowej, Mauricio Soler włożył białą koszulkę.
- Na etapach od 9. do 16. lider klasyfikacji generalnej Michael Rasmussen nosi żółtą koszulkę. Na 9. etapie koszulkę lidera klasyfikacji górskiej włożył Sylvain Chavanel (drugi w klasyfikacji górskiej), a w etapach od 10. do 16. Mauricio Soler.
- 24 lipca Team Astana wycofała się po pozytywnym wyniku testu Aleksandra Winokurowa, wskazującym na nielegalną transfuzję krwi.
- 25 lipca, zaraz po zwycięstwie Rasmussena w 16. etapie, grupa Rabobank usunęła go z Tour de France za oszukiwanie swojej drużyny i podejrzenia o stosowanie dopingu.
- Podczas 17. etapu nikt nie nosił żółtej koszulki po wycofaniu Rasmussena.
- W etapach 18. do 20. lider klasyfikacji generalnej Alberto Contador nosił żółtą koszulkę. Białą koszulkę założył trzeci w klasyfikacji młodzieżowej Amets Txurruka, ponieważ drugi w tej klasyfikacji, Mauricio Soler, był liderem klasyfikacji górskiej.
- Freddy Bichot został wybrany najbardziej walecznym kolarzem 20. etapu. Po 19. etapie, jeździe indywidualnej na czas, Amets Txurruka został wybrany najbardziej walecznym kolarzem w całym wyścigu.

## Klasyfikacje końcowe

### Klasyfikacja generalna
| Pozycja | Zawodnik           | Drużyna           | Czas         |
| ------- | ------------------ | ----------------- | ------------ |
| 1       | Alberto Contador   | Discovery Channel | 91 h 00' 26" |
| 2       | Cadel Evans        | Predictor-Lotto   | +23"         |
| DSQ     | Levi Leipheimer    | Discovery Channel | +31"         |
| 4       | Carlos Sastre      | Team CSC          | +7' 08"      |
| 5       | Haimar Zubeldia    | Euskaltel-Euskadi | +8' 17"      |
| 6       | Alejandro Valverde | Caisse d’Épargne  | +11' 37"     |
| 7       | Kim Kirchen        | T-Mobile Team     | +12' 18"     |
| 8       | Jarosław Popowycz  | Discovery Channel | +12' 25"     |
| 9       | Mikel Astarloza    | Euskaltel-Euskadi | +14' 14"     |
| 10      | Óscar Pereiro      | Caisse d’Épargne  | +14' 25"     |

### Klasyfikacja punktowa
| Pozycja | Zawodnik           | Drużyna           | Punkty |
| ------- | ------------------ | ----------------- | ------ |
| 1       | Tom Boonen         | Quick Step        | 256    |
| 2       | Robert Hunter      | Barloworld        | 234    |
| 3       | Erik Zabel         | Team Milram       | 232    |
| 4       | Thor Hushovd       | Crédit Agricole   | 186    |
| 5       | Sébastien Chavanel | FdJ               | 181    |
| 6       | Daniele Bennati    | Lampre-Fondital   | 160    |
| 7       | Robert Förster     | Team Gerolsteiner | 140    |
| 8       | Fabian Cancellara  | Team CSC          | 112    |
| 8       | Cadel Evans        | Predictor-Lotto   | 109    |
| 10      | Alberto Contador   | Discovery Channel | 88     |

### Klasyfikacja górska
| Pozycja | Zawodnik           | Drużyna              | Punkty |
| ------- | ------------------ | -------------------- | ------ |
| 1       | Mauricio Soler     | Barloworld           | 206    |
| 2       | Alberto Contador   | Discovery Channel    | 128    |
| 3       | Jarosław Popowycz  | Discovery Channel    | 105    |
| 4       | Cadel Evans        | Predictor-Lotto      | 92     |
| 5       | Laurent Lefevre    | Bouygues Télécom     | 85     |
| 6       | Juan Manuel Garate | Quick Step           | 77     |
| 7       | Carlos Sastre      | Team CSC             | 74     |
| 8       | Juan José Cobo     | Saunier Duval-Prodir | 68     |
| 9       | Levi Leipheimer    | Discovery Channel    | 64     |
| 10      | Haimar Zubeldia    | Euskaltel-Euskadi    | 64     |

### Klasyfikacja młodzieżowa
| Pozycja | Zawodnik          | Drużyna           | Czas         |
| ------- | ----------------- | ----------------- | ------------ |
| 1       | Alberto Contador  | Discovery Channel | 91 h 00' 26" |
| 2       | Mauricio Soler    | Barloworld        | +16' 51"     |
| 3       | Amets Txurruka    | Euskaltel-Euskadi | +49' 34"     |
| 4       | Bernhard Kohl     | Team Gerolsteiner | +1 h 13' 27" |
| 5       | Kanstancin Siucou | Barloworld        | +1 h 15' 16" |
| 6       | Thomas Dekker     | Rabobank          | +1 h 30' 34" |
| 7       | Linus Gerdemann   | T-Mobile Team     | +1 h 30' 47" |
| 8       | Władimir Gusiew   | Discovery Channel | +1 h 33' 50" |
| 9       | Thomas Lövkvist   | FdJ               | +2 h 22' 50" |
| 10      | Andrij Hrywko     | Team Milram       | +2 h 41' 41" |

### Klasyfikacja drużynowa
| Pozycja | Drużyna              | Czas          |
| ------- | -------------------- | ------------- |
| 1       | Discovery Channel    | 273 h 12' 52" |
| 2       | Caisse d’Épargne     | +19' 36"      |
| 3       | Team CSC             | +22' 10"      |
| 4       | Rabobank             | +36' 24"      |
| 5       | Euskaltel-Euskadi    | +46' 46"      |
| 6       | Saunier Duval-Prodir | +1 h 44' 33"  |
| 7       | Predictor-Lotto      | +1 h 50' 21"  |
| 8       | Lampre-Fondital      | +2 h 19' 41"  |
| 9       | Crédit Agricole      | +2 h 25' 44"  |
| 10      | AG2R Prévoyance      | +2 h 26' 08"  |